# Masakatsu Suzoki
Masakatsu Suzoki (Suzuki) (正勝鈴木, Suzuki Masakatsu), né en 1941 est un producteur japonais d'anime et d'OAV.

## Production

### OAV
- Bite Me! - Chameleon : Exécutive Producteur
- Offside : Producteur

### Anime
- Super Mario Bros. : Peach-Hime Kyushutsu Dai Sakusen! : Producteur et planificateur
- Sea Prince and the Fire Child : Producteur de la musique